# Martin Mayhew

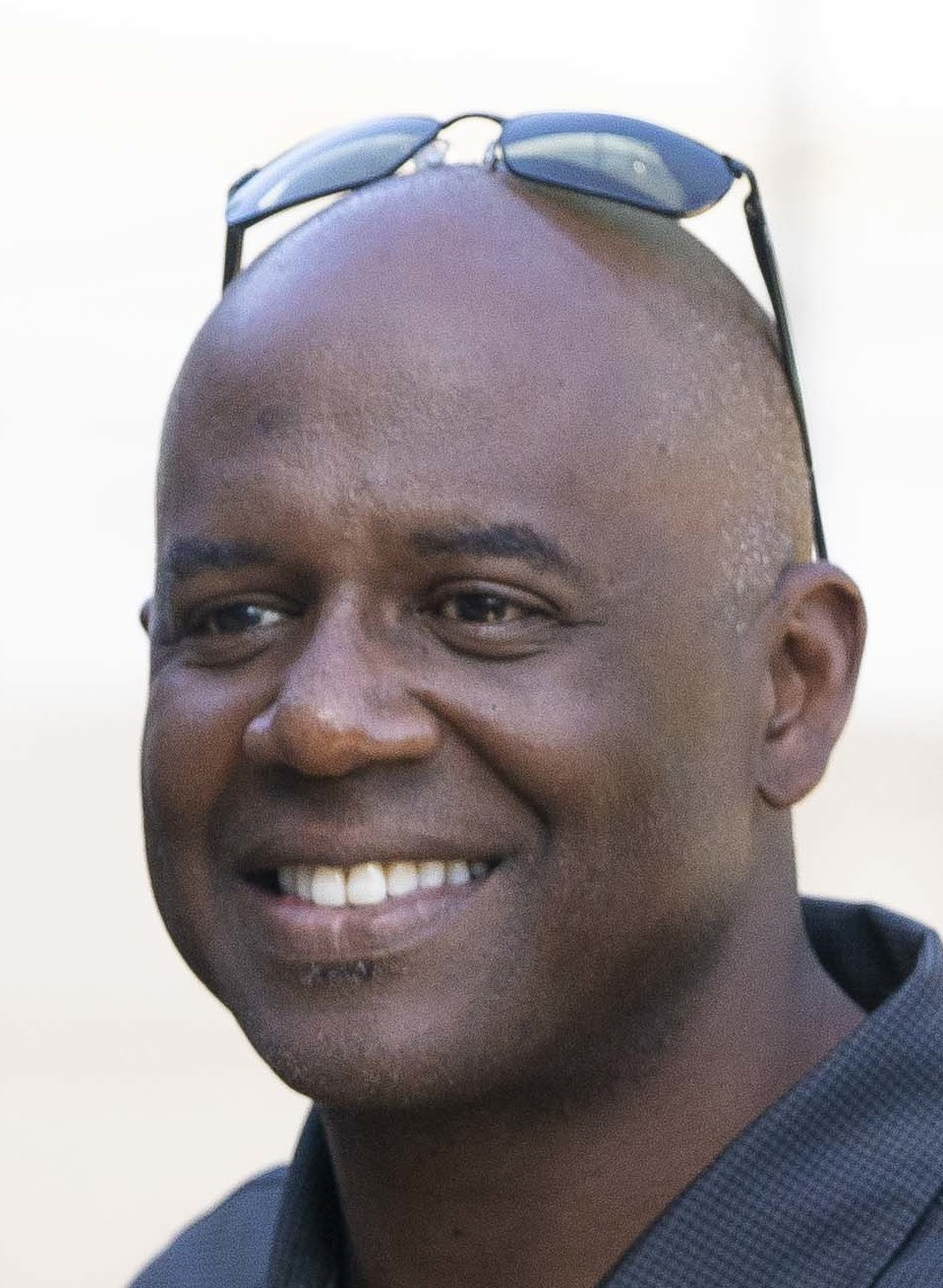
Imagem de Martin Mayhew.

Martin Mayhew  (Daytona Beach, Flórida, 8 de outubro de 1965) é um executivo de futebol americano que atualmente ocupa o posto de general manager do Washington Football Team da National Football League (NFL). Um ex cornerback, Mayhew estudou na Universidade Estadual da Flórida antes de ser draftado pelo Buffalo Bills em 1988. Após perder seu primeiro ano devido a uma contusão, ele se juntou ao Washington Redskins no ano seguinte, fazendo parte do time que venceu o Super Bowl XXVI. Ele se aposentou com a camisa do Tampa Bay Buccaneers, após a temporada de 1996.